# Federación Internacional de Trabajadores Sociales
La Federación Internacional de los Trabajadores/as Sociales (
FITS, también conocida como IFSW por sus siglas en inglés) es una organización mundial que se esfuerza por la justicia social, los derechos humanos y el desarrollo social, a través de las mejores prácticas y cooperación internacional entre los trabajadores sociales y sus organizaciones profesionales.
Es, desde su establecimiento original en 1928, el cuerpo representativo de trabajadores sociales profesionales alrededor del mundo, su sede se encuentra en Suiza. Hoy, la FITS representa asociaciones de trabajo social en 84 países con una calidad de miembro total de más de 500.000 trabajadores sociales. El estado consultivo especial ha sido concedido por el Consejo Económico y Social de la ONU y de UNICEF. Además, la FITS está trabajando con la OIT, la OMS, la Oficina del ACNUR, la ACNUDH, el ONUSIDA y otros.
La Federación Internacional de Trabajadores Sociales reconoce que el Trabajo Social se origina de forma diversa a partir de ideales y filosofías democráticas, religiosas y humanitarias.
La Constitución de la FITS dispone como objetivos:
- Promover el trabajo social como una profesión, mediante la cooperación internacional, especialmente lo que concierne a los principios profesionales, los estándares, la ética, los derechos humanos, el reconocimiento, la capacitación y las condiciones de trabajo.
- Promover el establecimiento de organizaciones nacionales de trabajadores sociales o asociaciones profesionales para trabajadores sociales.
- Apoyar a las Organizaciones de Trabajo Social para promover la participación de los trabajadores sociales en la planificación social y en la formulación de políticas sociales a nivel nacional e internacional.
- Apoyar el reconocimiento del trabajo social, el incremento de la capacitación y la promoción los principios y de los estándares profesionales.

La implementación de los objetivos. Con el fin de alcanzar estos objetivos, la Federación:
- Estimula la cooperación entre los trabajadores sociales de todos los países.
- Proporciona medios de discusión e intercambio de ideas y experiencias mediante, reuniones, visitas de estudio, proyectos de investigación, intercambios, publicaciones y otros medios de comunicación.
- Establece y mantiene relaciones con Organizaciones de Trabajo Social, así como presentar y promover a sus miembros y sus puntos de vista en las organizaciones internacionales que sean relevantes para el desarrollo y el bienestar social.

Miembros:
La FITS sólo acepta por cada país una organización profesional nacional como miembro de la Federación. Esta organización puede ser una organización nacional o un órgano de coordinación que represente a dos o más organizaciones nacionales. cada asociación miembro u órgano de coordinación debe de estar sujeta a la Constitución de la FITS. La organización requiere de sus miembros una capacitación profesional de forma regular, basada en una secuencia organizada del Trabajo Social, que incorpore los estándares éticos de la práctica y un órgano de conocimiento compatible con los principios de esta disciplina científica. Los miembros que integran la FITS no pueden ser discriminados por motivos de raza, color, etnia, origen, sexo, lengua, religión, pensamiento político, edad o preferencias sexuales. 
La Federación está dividida en cinco regiones geográficas:
- África Asia y el Pacífico.
- Europa
- América Latina y el Caribe
- América del Norte

Funciones de los y las profesionales en Trabajo social, según la FITS son las siguientes:
- Orientar a las personas para desarrollar las capacidades que les permitan resolver sus problemas sociales, individuales y/o colectivos.
- Promover la facultad de autodeterminación, adaptación y desarrollo de las personas.
- Promover y actuar por el establecimiento de servicios y políticas sociales justas o de alternativas para los recursos socioeconómicos existentes.
- Facilitar información y conexiones sociales con los organismos de recursos socioeconómicos (articular redes).
- Conocer, gestionar y promocionar los recursos existentes entre sus potenciales usuarios y los profesionales de otras ramas de las ciencias que pueden estar en contacto con potenciales usuarios.

Ámbitos de actuación profesional FITS:
Tercera edad, personas con diversidad funcional, personas maltratadas, en especial, mujeres, menores y ancianos, reclusos, víctimas del terrorismo, inmigración, menores en situación de exclusión social, minorías étnicas, drogodependencia y adicciones, emergencias, prostitución. 
Tercer Sector:
La federación considera que el Trabajo Social desarrolla su acción de modo emergente en el llamado Tercer Sector, compuesto por asociaciones, fundaciones, colectivos y ONGs y en menor medida en la empresa privada. 
El ámbito escolar:
Los contextos escolares constituyen un ámbito prioritario de la FITS, debido a que el Trabajo Social puede desarrollar funciones de mediación en los conflictos entre integrantes de la comunidad educativa, a través de intervenciones dirigidas a familias, grupos e individuos. 
El desempeño del Trabajo Social en las cárceles:
La FITS sostiene que el Trabajo Social en cárceles o dirigido a reclusos juega un papel muy importante dentro de los ámbitos de actuación profesional de un trabajador social. Las instituciones carcelarias deberían ser un ámbito para la modificación de conductas y la ocultación temporal o permanente de personas que amenacen la convivencia social. El propósito del trabajador social con los reclusos es lograr alcanzar la reinserción social del individuo, con el fin de que éste tome conocimiento e identifique las circunstancias que originaron su conducta delictiva y las consecuencias derivadas de la privación de libertad (Acevedo, 2003, pág. 21). El trabajador social es un profesional que se convierte en un componente vital en todo tratamiento interdisciplinario al que los reclusos están sujetos. 
Dentro de las funciones que lleva a cabo el trabajador social, dirigido al ámbito carcelario se encuentran, según (Vélez, Z., 1997):
- Intervención con individuos y familias.
- Ponderación riesgo-transición, servicio de protección, manejo de caso-mantenimiento.
- Provisión de servicios y recursos.
- Resolución de disputas: Manejo de conflictos.